# Макаров Євген Кирилович
Макаров Євген Кирилович (1 [13] грудня 1842, Душеті, Тифліська губернія — 21 серпень [2 вересня] 1884, Санкт-Петербург) — російський живописець, графік, академік Імператорської Академії мистецтв.

## Біографія
Син штаб-лікаря. Дитинство провів в Чернігівській губернії.
Загальну освіту отримав в Новгород-Сіверській гімназії (1853—1860). Навчався в Імператорській Академії мистецтв (1860—1871) в класі історичного живопису у Ф. А. Бруні. За період навчання отримав дві малі (1865, 1866) і велику (1866) срібні медалі. У 1869 за програму «Іов і його друзі» нагороджений малою золотою медаллю, в 1871 за картину «Воскресіння дочки Яіра» — великою золотою медаллю. У 1872 «за відмінні успіхи в живопису» удостоєний звання класного художника 1-го ступеня і права пенсіонерської поїздки за кордон.
Жив в Петербурзі. Неодноразово здійснював поїздки в Чернігівську губернію. В кінці 1860-х — початку 1870-х років — учасник дружнього кружка, в який входили В. М. Васнецов, А. І. Куїнджі, І. Є. Рєпін. У 1870 разом з І. Є. Рєпіним і Ф. О. Васильєвим подорожував по Волзі.
У 1877 році разом з В. В. Верещагіним був у свиті Олександра II. Працював на замовлення імператорської сім'ї. У 1883 році на кошти Товариства заохочення художників здійснив поїздку в Париж для ознайомлення з новітніми методами розпису по фарфору і фаянсу.
Викладав в Художній школі Товариства заохочення художників (1881—1884), де керував класом «керамічного живопису».
З 1869 року — учасник виставок.